# Бурмакин, Владимир Анатольевич
Влади́мир Анато́льевич Бурма́кин (род. 6 июня 1967, Мурманск) — российский шахматист, гроссмейстер (1994). В 1994 году стал участником дележа 3—6 места чемпионата России и победителем международного турнира Moscow Open. Бронзовый призёр 6-го Кубка России (2002). В 2019 году выиграл чемпионат Европы среди ветеранов старше 50-ти лет в составе команды «Россия». Считается одним из самых известных игроков в турнирах по швейцарской системе.

## Биография
Бурмакин родился в Мурманске. Окончив школу, поступил в Санкт-Петербургский государственный архитектурно-строительный университет. После обрушения железного занавеса начал играть в европейских турнирах — за карьеру посетил более 30 стран и выиграл множество «швейцарок».
В начале XX века он достиг рекордного рейтинга 2627. Сыграл более 3000 турнирных партий, является одним мировых рекордсменов по этому показателю, уступая лишь некоторым советским гроссмейстерам. В командных чемпионатах России Бурмакин играл за Белореченск, на пике карьеры принимал участие в командном чемпионате Испании.
С семьёй живёт в Иваново. В 2017 году стал призёром чемпионата Центрального федерального округа. Во время пандемии ковида Бурмакин тренировал молодых шахматистов Казахстана.

## Достижения
В 1997 и 2003 годах Бурмакин выиграл опен-турнир в Каппель-ла-Гранде. В 2003 году разделил 1-2 места с Дмитрием Бочаровым на Кубке, посвящённому 300-летию Санкт-Петербурга.
В 2004 году выиграл турнир в Дайцизау. В 2005 году разделил 3-4 места с Ральфом Окессоном на турнире Gausdal Bygger’n Masters в Гёусдале.
В 2006 году Бурмакин разделил 1-е место на турнире в Бад-Висзе и Дос-Эрманасе, также занял 3-е место на турнире в Сорте и был участником Аэрофлот Опен B. В 2007 году выиграл турниры в Братте и Альбасете, спустя год разделил 2-15 места на турнире в Бад-Висзе, став серебряным призёром.
В 2007 году Бурмакин занял 3-е место на опен-турнире в Сиджесе. В 2008 году занял 2-е место в открытом каталонском турнире, в 2012 году — 3-е.
В 2010 году ещё раз выиграл турнир в Братте и участвовал в сильном турнире в Тромсё — Arctic Chess Challenge. В 2011 году он участвовал в гроссмейстерском турнире в Осло. В 2012 году он разделил 2-7 места на турнире в Бенаске и 1-е место с Роберто Мограндзини на турнире в Падуе. В июле 2012 года Бурмакин разделил 1-е место с Фернандо Перальталой на турнире в Монкада-и-Решаке, спустя 5 лет на том же турнире разделил 1-е место с Сундаром Шьямом.
В 2013 году Бурмакин занял 2-е место на опен-турнире в Олоте и разделил 3-е место на турнире в Рижском техническом университете. В 2014 году участвовал в сильном турнире Abu Dhabi Masters, разделил 3-9 места, но остался на 9-м. Дважды делил призовые места в Сант Марти и Сиджесе в том же году. В 2015 году Бурмакин выиграл мемориал Владаса Микенаса, спустя год стал бронзовым призёром турнира в Воронеже (3-11 места) и участвовал в сильном Sunway Sitges Open.
В 2018 году Бурмакин разделил 1-е место на турнирах в Триесте и Алма-Ате, также занял 3-е место в турнире в Амантее.
Бурмакин продолжает выступать в турнирах и в настоящее время: в 2022 году сыграл в чемпионате мира по рапиду и блицу, в 2024 году занял 5-е место в категории «Challengers» турнира Sharjah Masters.